# La Flota de Cerremos Guantánamo
La Flota de Cerremos Guantánamo es una acción de la campaña de Amnistía Internacional por el cierre del centro de detención de Estados Unidos en Guantánamo.
La acción forma parte de la campaña de Amnistía Internacional por el cierre de Guantánamo, busca presionar al gobierno de EE. UU. para que cierre Guantánamo de una vez por todas y para que libere a los detenidos a menos que sean acusados de un crimen reconocible y sometidos a un juicio justo.
La flota de cerremos Guantánamo plantea un viaje virtual a Guantánamo, en una oportunidad única de acceder al centro de detención. A pesar de repetidas solicitudes, familiares y organizaciones de derechos humanos tienen prohibido el acceso, y el de los abogados es limitado.
Las personas que viajan en la flota entran a formar parte de una comunidad virtual de caber activistas en contra de las violaciones de derechos humanos cometidas en nombre de la lucha antiterrorista o la seguridad. Conforme el viaje progresa, los viajeros tienen otras posibilidades de actuar.
Decenas de miles de personas se han unido a la flota desde su partida el 11 de enero de 2007. En el propio sitio web se puede ver cuánta gente viaja y de dónde vienen.

## Únete a la flota
Para unirse a la flota, los usuarios de la red deben crear su propia personalidad virtual. Pueden escoger accesorios, el peinado, el modo de transporte y un mensaje de condena de Guantánamo.

## Invita a tus amigos
Los viajeros pueden invitar a sus amigos, compañeros de trabajo y familiares a unirse a la flota y viajar con ellos en línea.

## Encuentra a tus amigos
El sitio web de la flota de Cerremos Guantánamo incluye un buscador que permite buscar a las personas que ya viajan en ella y descubrir su personalidad virtual.

## Banners
Amnistía Internacional también ha diseñado unos banners para promover la campaña en la red y extender la comunidad de personas unidas por el cierre de Guantánamo. Para ello ofrece unos banners de la flota para colocar en sitios web y bitácoras. Hay banners en varios tamaños e idiomas.